# خط سیاه متروی لندن
مجموعه شعر خط سیاه متروی لندن پنجمین مجموعه شعر علیرضا آبیز است. این اثر برگزیده جایزه شعر احمد شاملو و نامزد جایزه ادبی الوند شد.

## معرفی
مجموعه شعر خط سیاه متروی لندن در ۱۰۸ صفحه سال ۱۳۹۶ از سوی نشر کتاب فانوس منتشر شد. دربارهٔ عنوان مجموعه شعر یاد شده می‌توان گفت که نام آن برگرفته از یکی خط‌های متروی لندن است و به خط سیاه یا خط شمالی معروف است و این خط مترو مرکز و شمال لندن را بهم وصل می‌کند. به گفته شاعر در مقدمه کتاب، شعرهای مجموعه خط سیاه متروی لندن، در سفرهای روزانه بین خانه‌اش در شمال لندن و کتابخانه بریتانیا در مرکز شهر نوشته شده است و به همین دلیل سفر، قطار و ایستگاه در این اثر حضوری پر رنگ دارد.

## جایزه
مجموعه شعر خط سیاه متروی لندن در چهارمین دوره جایزه شعر شاملو به عنوان اثر برگزیده معرفی شد.
همچنین به عنوان نامزد جایز ادبی الوند معرفی شد.

## نقد و بررسی
- مهرداد قاسم فر خبرنگار در رادیو فردا دربارهٔ این مجموعه نوشت: «زبان سهل و ممتنع مجموعه شعر، طنز بسیار ملایم و هوشمندانه، در عین کشف زاویه‌هایی تازه، مجموعه شعر خط سیاه متروی لندن را به اثری شایسته مبدل کرده‌است.»[۱۱]
- سعید اسکندری نیز در بررسی این مجموعه نوشت: «شعر آبیز در مجموعهٔ خط سیاه مترو لندن شعری ایده‌پردازانه است. تصویر در شعرها هست، گاه به ندرت تصاویر بکری هم در میان آنها پیدا می‌شود اما شعرهای کتاب در مجموع تصویرگرا نیستند. گزاره‌ای و ایده پردازانه اند. از موسیقی و زبان در هم تنیده و بافتاری در آنها خبری نیست.»[۱۲]
- در نقد و بررسی این کتاب آمده‌است: شعرهای این مجموعه به دلیل فضای مشترک به هم نزدیک و حتی پیوسته‌اند. مکان و زمان و حرکت عناصر اصلی این مجموعه‌اند و شاعر مسافری‌ست که در این عناصر دقیق می‌شود و با نگاهی عینی آنان را توصیف می‌کند. توصیف او اگر چه با تصویرهایی واقع‌نگر عرضه می‌شود در ذات خود به شدت استعاری ست. او در این شعرها از ترکیبات استعاری به ندرت استفاده می‌کند اما تلقی نهایی او از شعر آن را در کلیت خود به یک استعاره بدل می‌کند. سفر اگر چه سفری روزمره در قطار است در عین حال سفری ذهنی به جهان‌های ناشناخته گذشته و آینده هم هست. شاعر در قطار نشسته و در صندلی رو به رویش شخصیتی داستانی را می‌بیند و پس از اینکه او پیاده می‌شود خودش به آن شخصیت بدل می‌شود و دنبال سرنوشت او می‌رود.[۱۳]